# Geißler (Lauer)
Die Geißler ist ein knapp fünfzehn Kilometer langer linker und südöstlicher Zufluss der Lauer in Unterfranken.

## Geographie

### Verlauf
Die Geißler entsteht als Brühlsgraben  nördlich von Stadtlauringen-Birnfeld und mündet bei Stadtlauringen in die Lauer.

### Zuflüsse
- Lachengraben (links), Stadtlauringen-Wettringen
- Sauerquellenbach (links), Stadtlauringen-Wettringen, 8,2 km; durchfließt den Ellertshäuser See
- Altenmünster Mühlbach (links), Stadtlauringen-Reinhardshausen
- Sulz (rechts), Stadtlauringen-Reinhardshausen, 4,5 km

### Fließgewässer im Flusssystem Lauer
- Liste der Fließgewässer im Flusssystem Lauer

### Orte
Die Geissler fließt durch die folgenden Orte:
- Stadtlauringen-Birnfeld
- Stadtlauringen-Wettringen
- Stadtlauringen-Reinhardshausen
- Stadtlauringen